# Schloss Oedheim

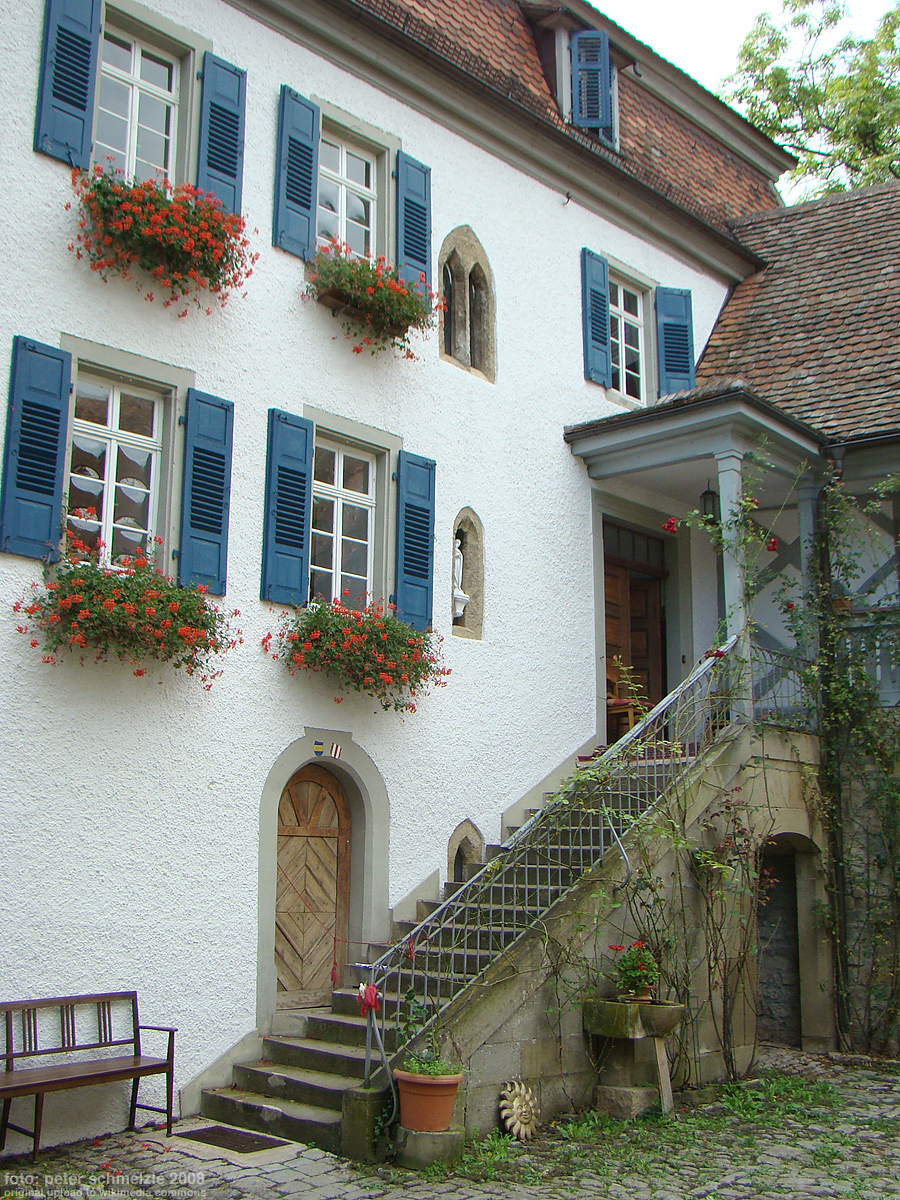
Hauptbau, vom Schlosshof aus gesehen

Schloss Oedheim, oft auch Bautzenschloss genannt, ist ein Schloss am Ufer des Kochers in der baden-württembergischen Gemeinde Oedheim in Deutschland.
Es lässt sich auf eine stauferzeitliche Burganlage zurückführen und war Stammsitz der Capler von Oedheim, genannt Bautz. Das Schloss befindet sich heute in Privatbesitz und ist nicht öffentlich zugänglich.

## Geschichte

Lageplan von Schloss und Schlosspark um 1910, gestrichelt: heutige Lage der Festhalle Kochana

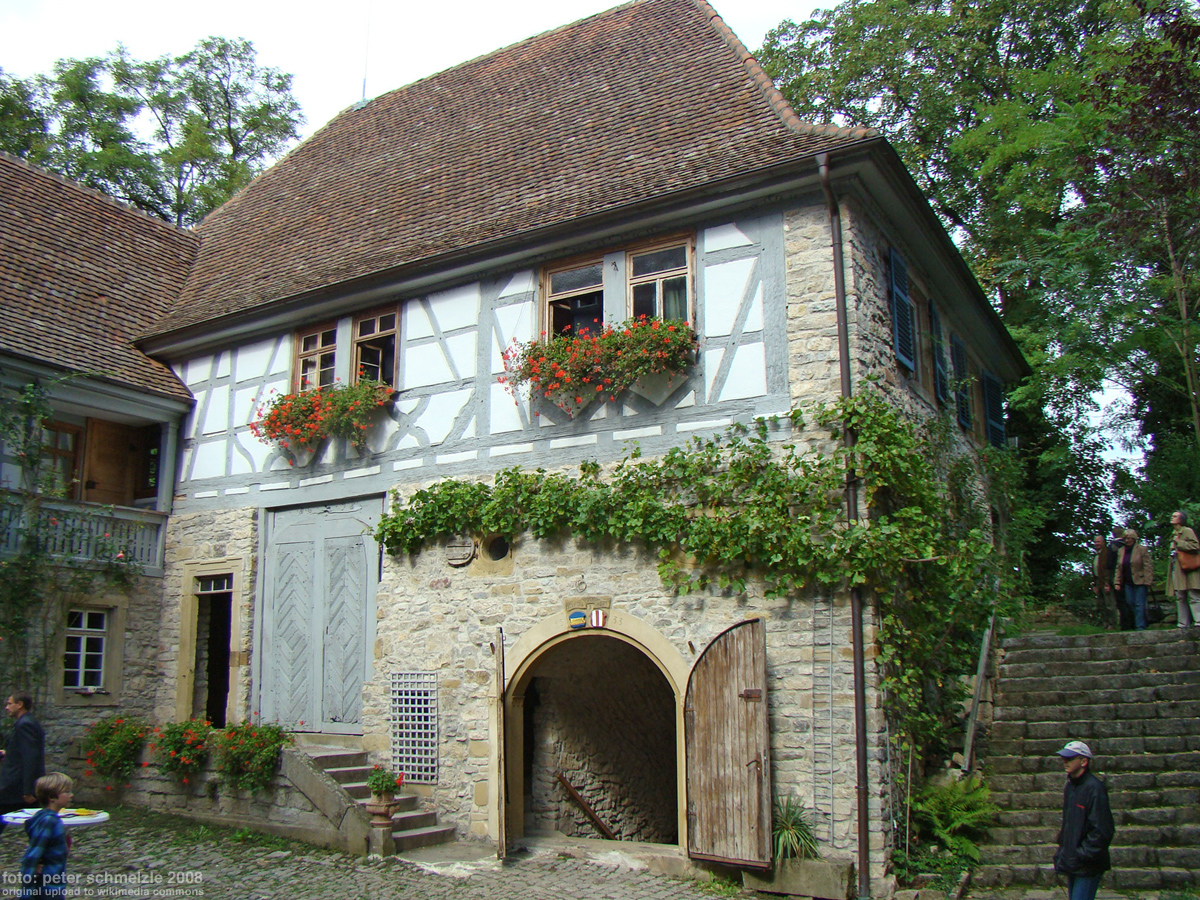
Nordostbau, ehemalige Kelter

### Herren von Weinsberg
Die erstmals 1202 urkundlich erwähnte Anlage entstand unter den Herren von Weinsberg vermutlich im letzten Drittel des 12. Jahrhunderts, spätestens im 13. Jahrhundert, auf jeden Fall nach dem Sieg der Staufer über die Welfen in der Schlacht von Weinsberg 1140. Diese Datierung wird auch durch die typische Bauweise als Schildmauerburg gestützt.
In Oedheim querte die Straße Öhringen–Neuenstadt–Gundelsheim den Kocher mittels einer Fähre. Der Straße kam für die Weinsberger eine strategische Bedeutung bei der Sicherung ihrer Herrschaft nördlich von Kocher und Jagst zu. Aufgabe der Burg war es, die Fähre, die bis 1765 in Verlängerung der heutigen Fahrgasse lag, zu sichern, zusätzlich war sie vermutlich Sitz einer Vogtei. Die stauferzeitliche Wehranlage umfasste einen befestigten Wohnturm (heutiger Südwestbau), Innenhof, Burgmauer und einen Halsgraben.
Ab wann das seit 1235 in Oedheim nachgewiesene Geschlecht der Capler, deren Vertreter als Vasallen der Herren von Weinsberg vermutlich aus dem Raum Gmünd kamen, mit der Burg belehnt wurden, ist unklar.

### Pfalz und Württemberg bis 1805

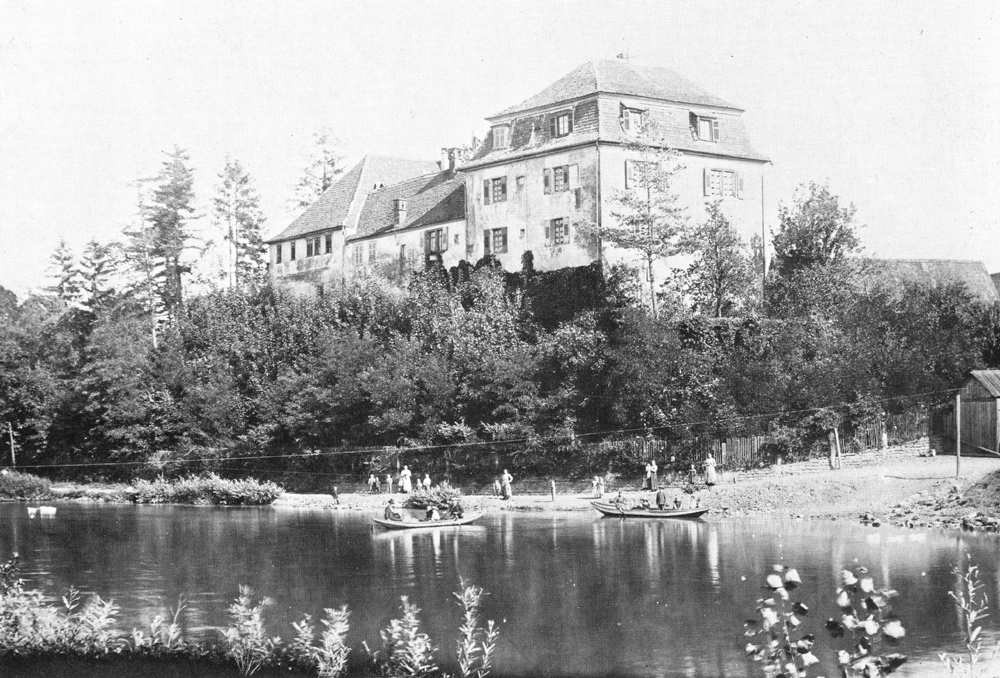
Das Schloss um 1900, im Vordergrund stößt die Fahrgasse auf den Kocher

1335 verkauften die Herren von Weinsberg die Herrschaft Scheuerberg mitsamt Oedheim an das Erzbistum Mainz, blieben aber vorerst im Besitz der Burg. 1449 fiel die Burg an die Kurpfalz, 1484 an Württemberg. Mainz verpfändete sein Amt Scheuerberg mit Oedheim 1467 an die Herren von Sickingen und tauschte es 1483 mit dem Deutschen Orden. Somit war das Schloss für über 400 Jahre eine württembergische Exklave innerhalb des Territoriums des Deutschen Ordens.
Erster Capler, der als Burgherr in Oedheim nachgewiesen ist, war Ulrich Capler von Oedheim, genannt Bautz (* um 1360; † um 1437). Er erwarb zur Burg 1408 den späteren Schlossgarten von seinem Schwager, Sefried von Gosheim. Die schwierigen territorialen Verhältnisse führten regelmäßig zu Streitigkeiten zwischen den Caplern und dem Deutschen Orden, so beispielsweise hinsichtlich der Jagd- oder der Wasserrechte oder der Grenzverläufe. Anfang des 16. Jahrhunderts besserte sich das Verhältnis, in Folge konnte Ullrich Capler das Witwenhaus auf dem Gebiet der Gemeinde errichten. 1550 erweiterten die Capler das Schloss um eine Kelter und versuchten, die Pächter der Caplerschen Weinberge (die sich auch auf Deutschordens-Gebiet befanden) dazu zu verpflichten, ihre Trauben dort abzuliefern, was auf Proteste seitens des Deutschen Ordens stieß.
Während des Deutschen Bauernkriegs blieb die Burg vor Schäden bewahrt, allerdings plünderten die Truppen des Markgrafen Albrecht II. Alcibiades von Brandenburg-Kulmbach sie während des Zweiten Markgrafenkriegs im Mai oder im Juni 1554 und zerstörten sie teilweise. Um 1560 folgte der Wiederaufbau, wobei der Bau seinen Charakter als Burg verlor und der Halsgraben mit den Trümmern verfüllt wurde. Nach dem Umbau standen 17 Zimmer und Kammern, zwei Ställe sowie Küche, Keller und Badhaus zur Verfügung.
Um 1700 nahmen die Capler erstmals Schutzjuden in ihrem Schloss auf. Reste der Judenhäuser finden sich noch heute im Schloss-Vorhof. 1864 wohnten im Schloss 76 Juden. 1846 erwarb die jüdische Gemeinde das Gebäude Fahrgasse 14 – außerhalb des Bautzenschlosses, aber noch auf Caplerschem Territorium gelegen – und richtete dort die neue Oedheimer Synagoge ein. Sie wurde 1864 durch einen Neubau ersetzt, 1939 geschlossen und 1966 zu einem Zweifamilienhaus umgebaut.

### Nach 1805
Im Zuge der Mediatisierung kam Oedheim 1806 an Württemberg, womit Ort und Schloss wieder dem gleichen Landesherren zugehörig waren.
Zu Ende des Zweiten Weltkriegs erlitt das Schloss leichte Schäden. Im Rahmen des Lastenausgleichs mussten die Capler Teile des östlichen Schlossgartens für den sozialen Wohnungsbau abgeben.
Mit dem Tod des letzten Vertreters der Familie Capler von Oedheim, Dietrich Capler von Oedheim genannt Bautz, im Jahr 1967 verwaiste das Schloss. Versuche der Erben, der Familien von Gemmingen und Strauß, das Anwesen einer gemeinnützigen Einrichtung zur Verfügung zu stellen, scheiterten an hohen Sanierungskosten. Es stand leer, bis die Gemeinde Oedheim das Schloss mit dem umliegenden Grundbesitz 1986 für 1,25 Mio. DM erwarb. Die Gemeinde teilte das Areal auf und erbaute 1991 auf dem verbliebenen östlichen Teil des Schlossgartens den Kindergarten St. Elisabeth und 1996–1997 westlich der Degmarner Straße auf der Stelle der früheren Wirtschaftsgebäude die Festhalle Kochana. 1995 fand sich ein privater Investor, der das Schloss für 450.000 DM erwarb und sanierte.
Das Schloss dient den Besitzern heute als Wohn- und Bürogebäude.

## Beschreibung

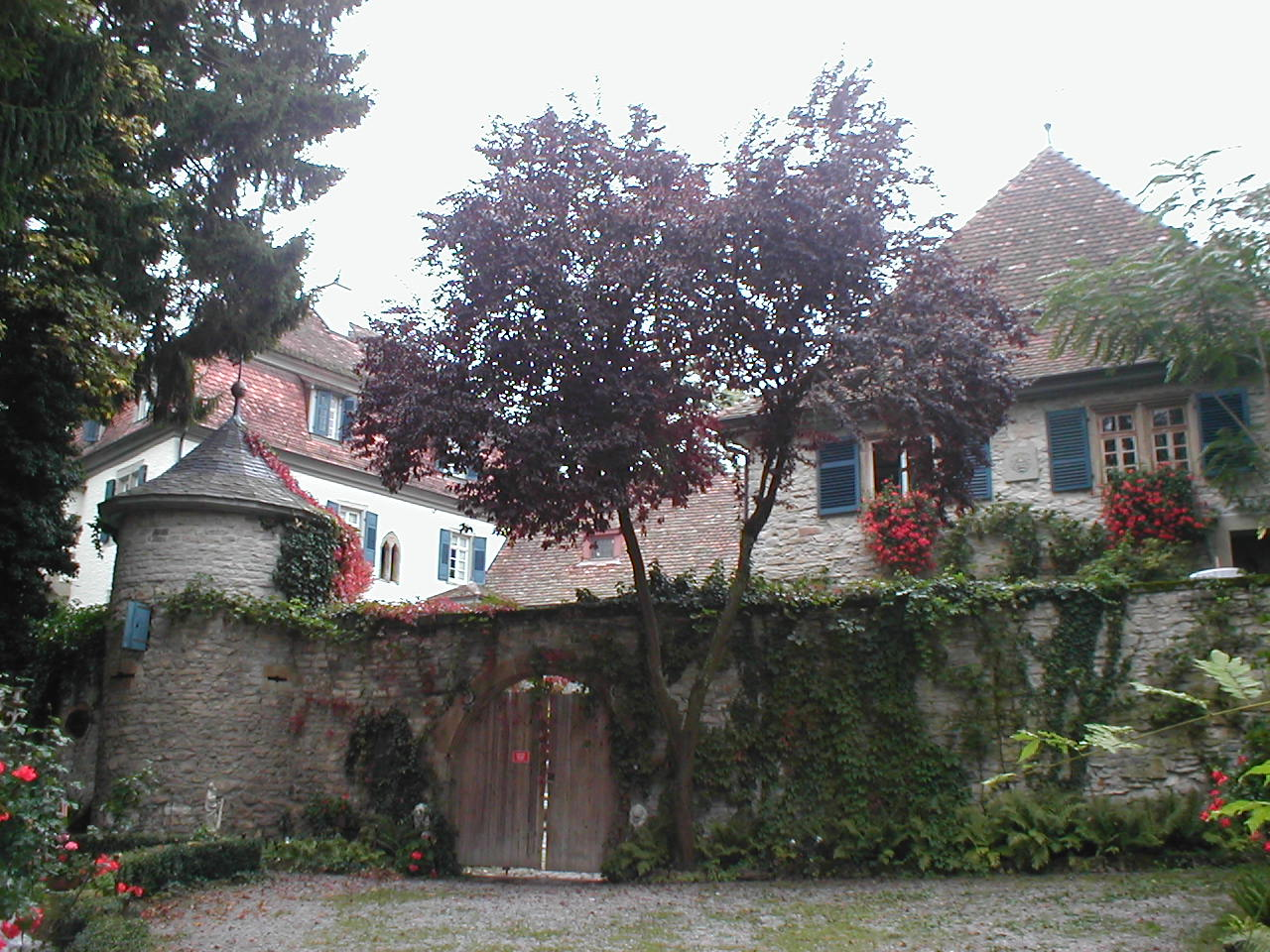
Eingangstor, Hauptbau (links), Nordostbau (rechts)

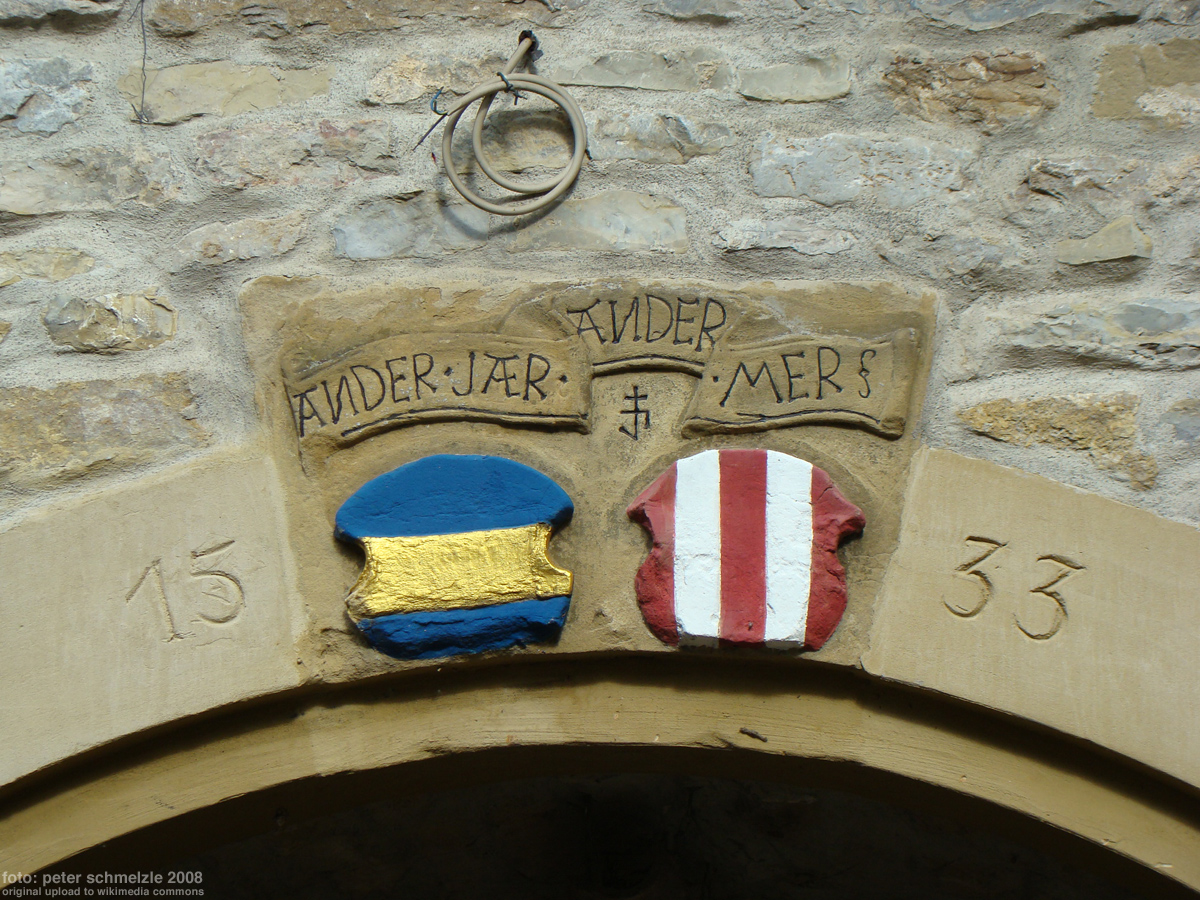
Allianzwappen Capler-Bibelheim

Das Schloss Oedheim befindet sich am steilen Hang des Kochers parallel zum Fluss, der hier von Nordost nach Südwest fließt. Die Fahrgasse als Zugang zur früheren Fähre stößt südlich in rechtem Winkel als Hohlweg auf den Fluss. Die drei nicht dem Kocher zugewandten Seiten schützte bis zum Wiederaufbau um 1560 ein rund 2,5 m tiefer Wassergraben. Die 2,7 m dicke Schildmauer schützte die Hauptangriffsseite nach Nordosten und ist in Teilen erhalten. Die gut erhaltene Mauer zum Kocher weist eine Dicke von 1,2 m auf, die Ringmauer nach Südosten und -westen eine Stärke von 1,75 m. Im späten Mittelalter, vermutlich zwischen 1460 und 1510, verstärkten die Capler die Burg zum Dorf hin durch einen Zwinger (im 19. Jahrhundert abgebrochen) und den flankierenden Schalenturm. Der Torbogen des Eingangstors zeigt die Wappen der Familien Capler und Gemmingen mit der Jahreszahl 1692.
Im Südwesten befindet sich der dreigeschossige Hauptbau, dem im Nordosten ein zweigeschossiges Gebäude gegenüberliegt. Auf der dem Fluss zugewandten Seite verbindet beide ein Zwischentrakt. Zum Dorf hin schließen die Umfassungsmauer und der Turm die Anlage ab.
Der massive, quadratische Hauptbau im Südwesten zeugt heute noch von der stauferzeitlichen Burg, er diente früher als befestigter Wohnturm. Bis in das 17. Jahrhundert verfügte er vermutlich über ein weiteres Stockwerk in Fachwerkbauweise. Im 16. Jahrhundert wurden verschiedene kleinere Erweiterungen vorgenommen, so wurde ein Erker ergänzt. Im 19. Jahrhundert, vermutlich zwischen 1860 und 1875, kam es zu weiteren Veränderungen: Die Fenster wurden vergrößert, das Mansarddach entstand neu, und die Innenräume wurden neu aufgeteilt und umgestaltet. Die letzten Veränderungen erfuhr der Südwestbau um das erste Jahrzehnt des 20. Jahrhunderts im Treppenhaus und im 2. Obergeschoss.
Der Nordostbau entstand in seiner heutigen Form um 1690 auf einem bereits vorher bestehenden Keller, dessen Eingangsbogen die Jahreszahl 1533 und die Wappen der Familien Capler und Bibelheim zeigt. Das Gebäude verfügt über massive Mauern mit Doppelfenstern und Fachwerkwänden nach Südwesten. Das Erdgeschoss diente als Kelter. Der Zwischenbau, dessen Bauzeit nicht geklärt ist, erfuhr vermutlich zwischen 1860 und 1875 eine Umgestaltung: Fenster, Türen und die Galerie datieren aus dieser Zeit.